# Дмитро Романович
Дмитро Романович – князь Брянський у рр. бл. 1320-1333.
Був сином Романа Глібовича . Проводив різко антилитовську політику, намагаючись протистояти експансії Гедиміна . Разом з ним воював у програній битві на річці Ірпінь . У 1333 році, разом з татрськими військами напав на Смоленськ, але врешті-решт був змушений укласти мир з князем Іваном Олександровичем, через те, що той отримав підкріпленян з Литви. У тому ж році його було повалено в результаті державного перевороту, який привів до влади Гліба Святославовича, який проводив пролитовську політику.